# Cyril Barthe
Pour les articles homonymes, voir Barthe.
Cyril Barthe, né le 14 février 1996, est un coureur cycliste français.

## Biographie

### Débuts et carrière amateur
Cyril Barthe est originaire de Sauveterre-de-Béarn, une commune du Béarn. Il commence le cyclisme à l'âge de cinq ans et participe à sa première compétition au même âge, qu'il remporte malgré une chute. Dans les catégories de jeunes, il se forme à l'Union cycliste orthézienne, où il suit les conseils de Thierry Elissalde, premier cycliste français à avoir été professionnel chez Euskaltel-Euskadi.
Chez les juniors (moins de 19 ans), il se distingue lors de la saison 2014 en obtenant plusieurs succès au Pays basque espagnol mais aussi en France. Il intègre ensuite en 2015 l'équipe de la Fundación Euskadi en 2015, où il court durant trois saisons. Dans le même temps, il poursuit ses études et commence un BTS au lycée Cantau d'Anglet, où il a effectué sa scolarité.
Bon puncheur, il s'illustre dans le calendrier amateur basque en obtenant plusieurs victoires et diverses places d'honneur. Ses performances lui valent d'être comparé à Romain Sicard et Loïc Chetout, qui sont tous deux passés par le filière basque. En 2017, il remporte également le championnat régional d'Aquitaine ainsi que deux étapes du Tour du Portugal de l'Avenir. Il devient ensuite stagiaire chez Euskadi Basque Country-Murias, puis signe un premier contrat professionnel avec l'équipe.

### Carrière professionnelle
Pour ses débuts professionnels en 2018, Cyril Barthe obtient notamment divers accessits sur des étapes du Tour La Provence et du Tour du Haut-Var. Son entame de saison l'amène rapidement à devenir l'un des leaders de son équipe. En mai, il chute et se fracture la clavicule lors du Tour de Yorkshire. Il fait néanmoins un bon retour à la compétition durant l'été en remportant une étape du Trophée Joaquim-Agostinho. Dans la foulée, il participe au Grande Prémio de Portugal Nacional 2, où il se classe deuxième d'une étape au sprint et cinquième du classement général. Le 24 aout, il est sacré champion de France espoirs sur le circuit de Plougastel-Daoulas.
En août 2020, il termine onzième du championnat de France. Peu de temps après, il est sélectionné par son équipe pour disputer son premier Tour de France.
En octobre 2021, son contrat avec B&B Hotels p/b KTM est prolongé jusqu'en fin d'année 2023.
Avec l'arrêt de l'équipe B&B Hotels fin 2022, il s'engage à nouveau dans une équipe espagnole.
Il est recruté par la formation Groupama-FDJ pour 2024 et 2025.

## Palmarès
- 2014
  - Champion d'Aquitaine sur route juniors
- 2016
  - Goierriko Itzulia
  - Klasika Lemoiz
  - 2e du Laukizko Udala Saria
  - 2e du San Roman Saria
- 2017
  - Champion d'Aquitaine sur route
  - 1re et 3e étapes du Tour du Portugal de l'Avenir
  - Antzuola Saria
  - 3e du Laukizko Udala Saria
  - 3e du Tour de Cantabrie
- 2018
  -  Champion de France sur route espoirs
  - 2e étape du Trophée Joaquim-Agostinho
- 2023
  - 3e étape du Tour de l'Alentejo

## Résultats sur les grands tours

### Tour de France
4 participations
- 2020 : 96e
- 2021 : 88e
- 2022 : 80e
- 2025 : non partant (18e étape)

### Tour d'Italie
1 participation
- 2024 : 72e

### Tour d'Espagne
2 participations
- 2019 : 86e
- 2023 : 108e

## Classements mondiaux
| Année                                 | 2017  | 2018 | 2019 | 2020  | 2021 | 2022 | 2023  | 2024  |
| ------------------------------------- | ----- | ---- | ---- | ----- | ---- | ---- | ----- | ----- |
| Classement mondial                    | 2016e | 824e | 919e | 1294e | 443e | 587e | 1111e | 1691e |
| UCI Europe Tour                       | 1298e | 491e | 668e | 991e  | 366e | 459e | nc    | nc    |
|                                       |       |      |      |       |      |      |       |       |
| Légende : nc = non classéSource : UCI |       |      |      |       |      |      |       |       |